# Palol (Ceret)
|  | Per a altres significats, vegeu «Palol». |

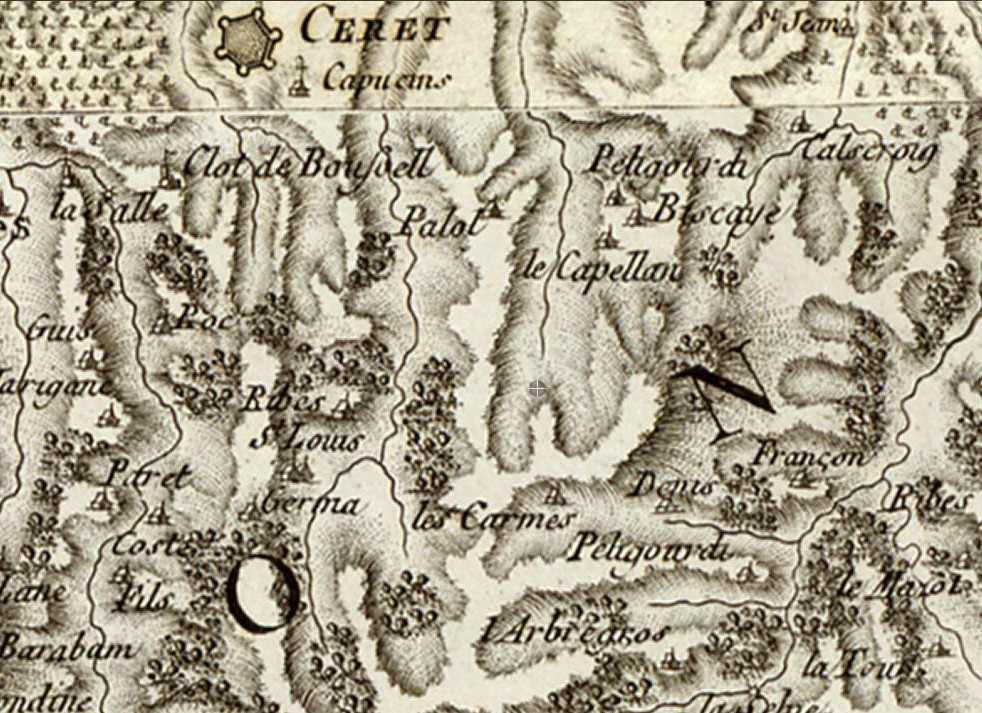
Ceret i Palol a les Cartes de Cassini

Palol és un antic municipi i poble del terme comunal de Ceret, a la comarca del Vallespir (Catalunya del Nord).
El poble de Palol està situat al sud-est del nucli principal del seu terme, la vila de Ceret, als peus de la part més muntanyosa del seu terme comunal. El seu antic terme ocupava tot el sector sud-est de l'actual terme de Ceret, aproximadament una cinquena part d'aquest terme actual.
El límit oriental d'aquest antic terme coincideix molt amb el de l'actual terme de Ceret, des del Pic del Bolaric cap al nord-est, almenys fins a arribar al Tec. El límit septentrional era el mateix riu, mentre que el meridional era també l'actual termenal de Ceret, a la zona del Pic del Bolaric. L'occidental, ara del tot desdibuixat dins del terme comunal de Ceret, però estava format principalment pel Còrrec de Noguereda.

## Geografia
| Ceret |          |          |
|       |          | Morellàs |
|       | La Selva |          |

El relleu de l'antic terme de Palol és format per tres elements destacats, entre els quals destaca el Pic del Bolaric, d'una altitud de 1.031 metres. També es troben el Puig d'en Galí (725 metres) i el Puig de Miralles (725 metres), tots dos situats més al nord que el Pic del Bolaric. Entre el Pic del Bolaric i el Puig de Miralles es troba el Coll de Miralles (710 metres) per on passa la ruta que vé del Coll de Fontfreda en direcció a la Selva. Antigament Palol posseïa una mina de pirites cúbiques.

## Història
El primer esment conservat de Palol és del 1277: Palatiolo superiori et inferiori.
Durant la primera meitat del Segle XIV, Palol va ser un poble depenent de Berenguer II de Sant Joan, senyor de Sant Joan de Pladecorts. El 1396, es va fer l'inventari de béns i possessions del senyor de Palol Pierre de Calhar.
Palol va ser declarat comuna el 1790 i, més endavant, va ser fusionat · . el 1823 amb Ceret. En algun document del segle xix apareix grafiat, per error, Paloll.

## Administració i política

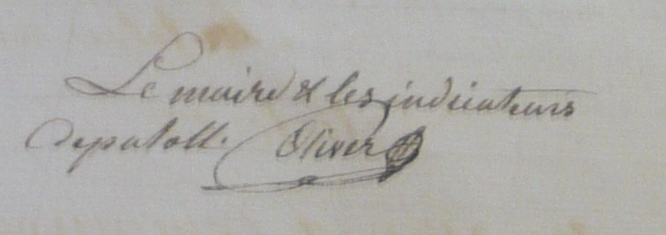
Signatura del alcalde, Joseph Oliver

Alcaldes
| Alcalde                | Període                   |
| ---------------------- | ------------------------- |
| Joseph Marill (1782-?) | 18** ? - 18** ?           |
| ?                      | ?                         |
| Joseph Oliver          | anterior al 1815 - 1823 · |

## Demografia
Demografia de Palol.
| 1365 f | 1378 f | 1470 f | 1515 f | 1553 f | 1709 f | 1720 f | 1730 f | 1755 f | 1767 | 1789 f | 1794 | 1795 | 1796 | 1800 | 1804 | 1806 | 1820 |
| ------ | ------ | ------ | ------ | ------ | ------ | ------ | ------ | ------ | ---- | ------ | ---- | ---- | ---- | ---- | ---- | ---- | ---- |
| 8      | 10     | 6      | 7      | 5      | 9      | 11     | 12     | 20     | 50   | 16     | 41   | 42   | 51   | 80   | 101  | 84   | 89   |